# 4,5-Dihydroxy-2-nitrobenzaldehyd
4,5-Dihydroxy-2-nitrobenzaldehyd ist eine chemische Verbindung und ein einfaches Benzol-Derivat.

## Gewinnung und Darstellung
Die Synthese von 4,5-Dihydroxy-2-nitrobenzaldehyd aus Piperonal wurde 1985 von Bryan P. Murphy beschrieben. Das Piperonal wird zuerst bei −15 °C in 1,2-Dichlorethan mit rauchender Salpetersäure nitriert. Dann wird die Methylenbrücke im 5-Ring gebrochen. Dazu wird das Zwischenprodukt bei etwa 0 °C mit Aluminiumchlorid in 1,2-Dichlorethan behandelt und die Reaktionslösung dann in kalte, konzentrierte Bromwasserstoffsäure gegeben. Die so entstandene Lösung wird noch etwa 2 Tage ohne Temperaturkontrolle stehen gelassen. Nach Verdünnen mit Wasser kann das Produkt durch Extraktion mit Ethylacetat isoliert werden.

## Verwendung
4,5-Dihydroxy-2-nitrobenzaldehyd ist ein Zwischenprodukt in einigen Indol-Synthesen.